# Sosthène Weis

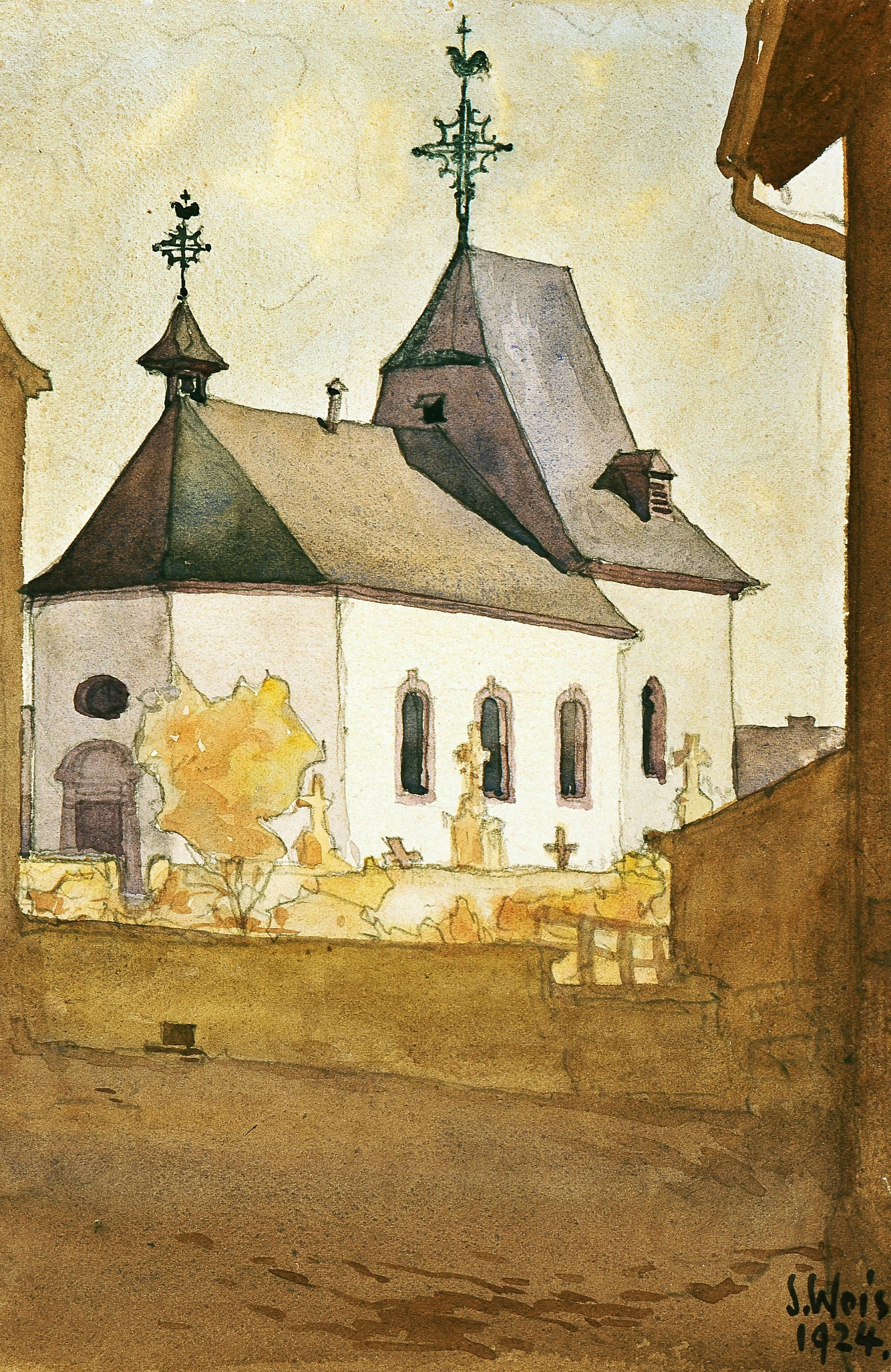
Heilig Kruiskerk van Lieler, 1924

Johann Franziskus Sosthenes (Sosthène) Weis (Niedermertzig, 29 januari 1872 – Luxemburg-Stad, 28 juli 1941) was een Luxemburgs ingenieur-architect en kunstschilder.

## Leven en werk
Sosthène Weis was een zoon van Heinrich (Franz) Weis, die een leerlooierij en zagerij runde, en Madeleine (Pauline) Kieffer. Hij bezocht het Athénée grand-ducal in Luxemburg-Stad, als leerling van Michel Engels. Hij studeerde civiele techniek aan de Polytechnische school in Aken en volgde daarnaast architectuurlessen. Weis voltooide zijn opleiding aan de Königlich Bayerischen Technischen Hochschule in München. Hij werkte in München een aantal jaren samen met architect Hans Grässel.
Hij keerde terug naar het groothertogdom, waar hij zich vestigde als zelfstandig architect. In 1902 kreeg hij de opdracht voor het Maison de santé in Ettelbruck en trouwde met Marie Pütz, met wie hij drie kinderen kreeg. Hij werd in 1905 benoemd tot staatsarchitect, in 1921 werd hij opgevolgd door Paul Wigreux. Vanaf 1920 was hij verantwoordelijk voor de sociale woningbouw van de Arbed. Met onder anderen Paul Dornseiffer, Victor Engels, Michel Heintz sr. en Paul Wigreux behoorde hij in 1940 tot de oprichters van de Société des Architectes diplômés Luxembourg.
Naast zijn werk als architect was Weis actief als aquarelschilder. Hij liet vier- tot vijfduizend aquarellen na. Aanvankelijk maakte hij precieze en architectonische werken, rond 1915 werd zijn werk onder invloed van het postimpressionisme losser en kleurrijker. Hij was lid van de Cercle Artistique de Luxembourg en nam hij van 1906 tot 1959 deel aan de jaarlijkse salons. Verder exposeerde hij onder meer met Pierre Blanc in Galerie Menn (1930) in Luxemburg. In 1910 won hij de Prix Grand-Duc Adolphe. Hij werd in 1926 vicevoorzitter en was van 1937 tot 1939 voorzitter van de Cercle Artistique.
Sosthène Weis overleed op 69-jarige leeftijd. In 1966 werd in Galerie d’Art Municipale in Esch-sur-Alzette een dubbeltentoonstelling gehouden met werken van Weis en Berthe Brincour.

## Enkele werken
- 1902 Maison de santé, psychiatrisch ziekenhuis in Ettelbruck.
- 1904 Benedictijnerklooster, Peppange.
- 1906-1907 stadhuis van Ettelbruck
- 1908-1910 Hôtel des Postes, hoofdpostkantoor in Luxemburg-Stad
- 1910 oranjerie in het Park van Mondorf-les-Bains.
- 1910-1911 atelier van de École d'artisans de l'État. Afgebroken rond 1970 en vervangen door nieuwbouw.
- 1917 grafmonument voor Paul Eyschen op de Cimetière Notre-Dame.
- 1917-1920 verbouwing van kasteel Colpach

## Galerij
Gebouwen

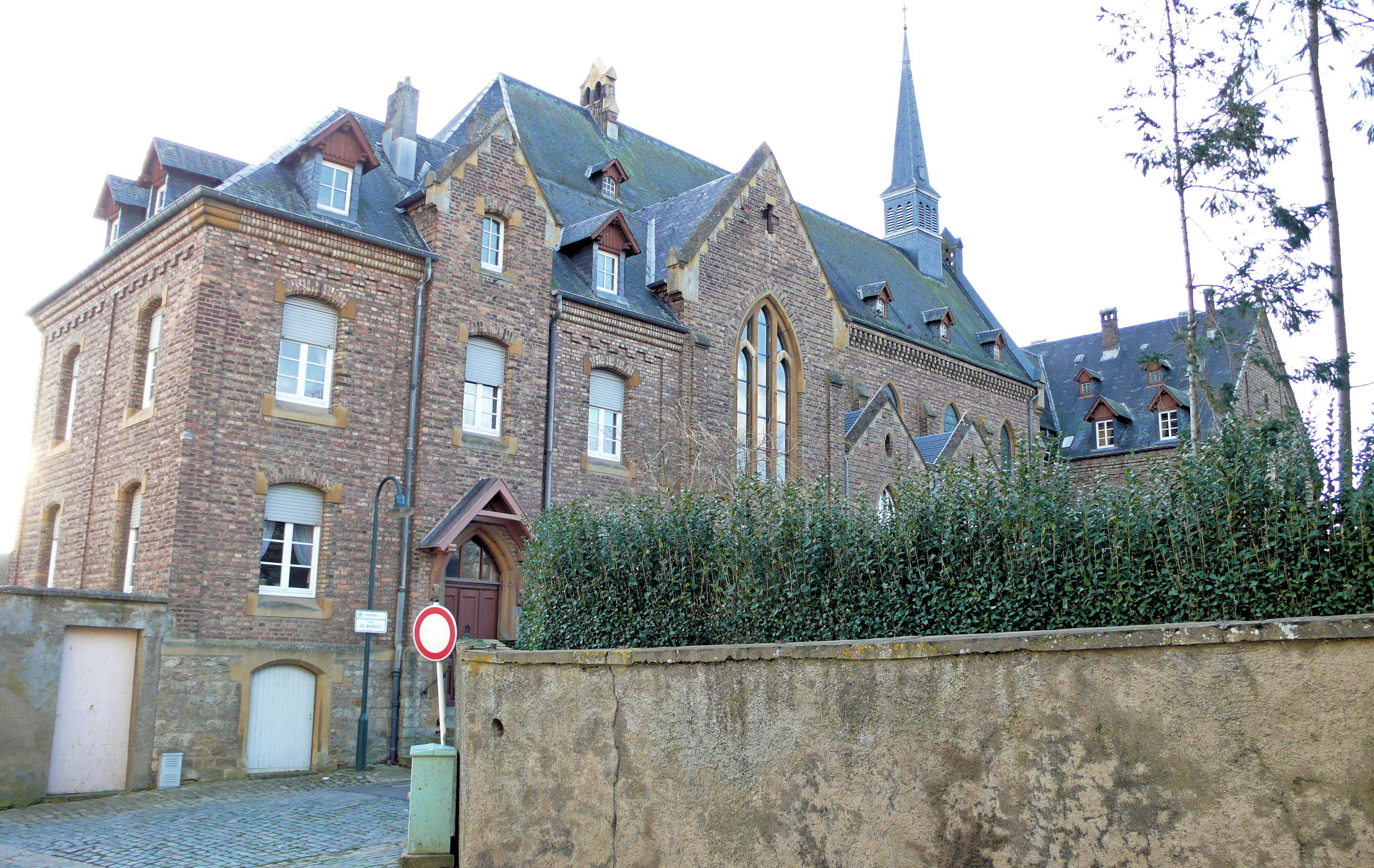
Benedictijnerklooster (1904), Peppange
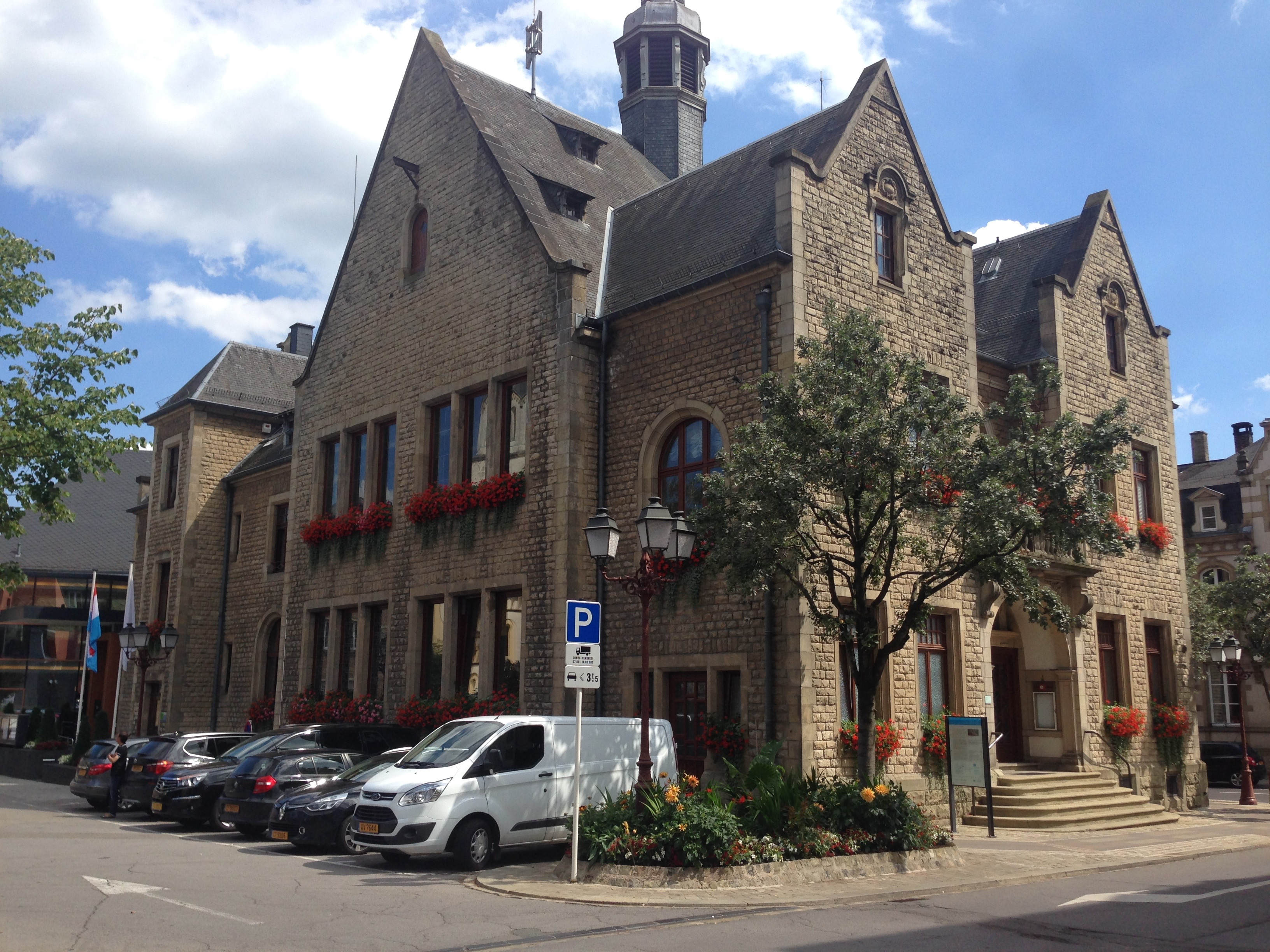
stadhuis (1906-1907), Ettelbruck
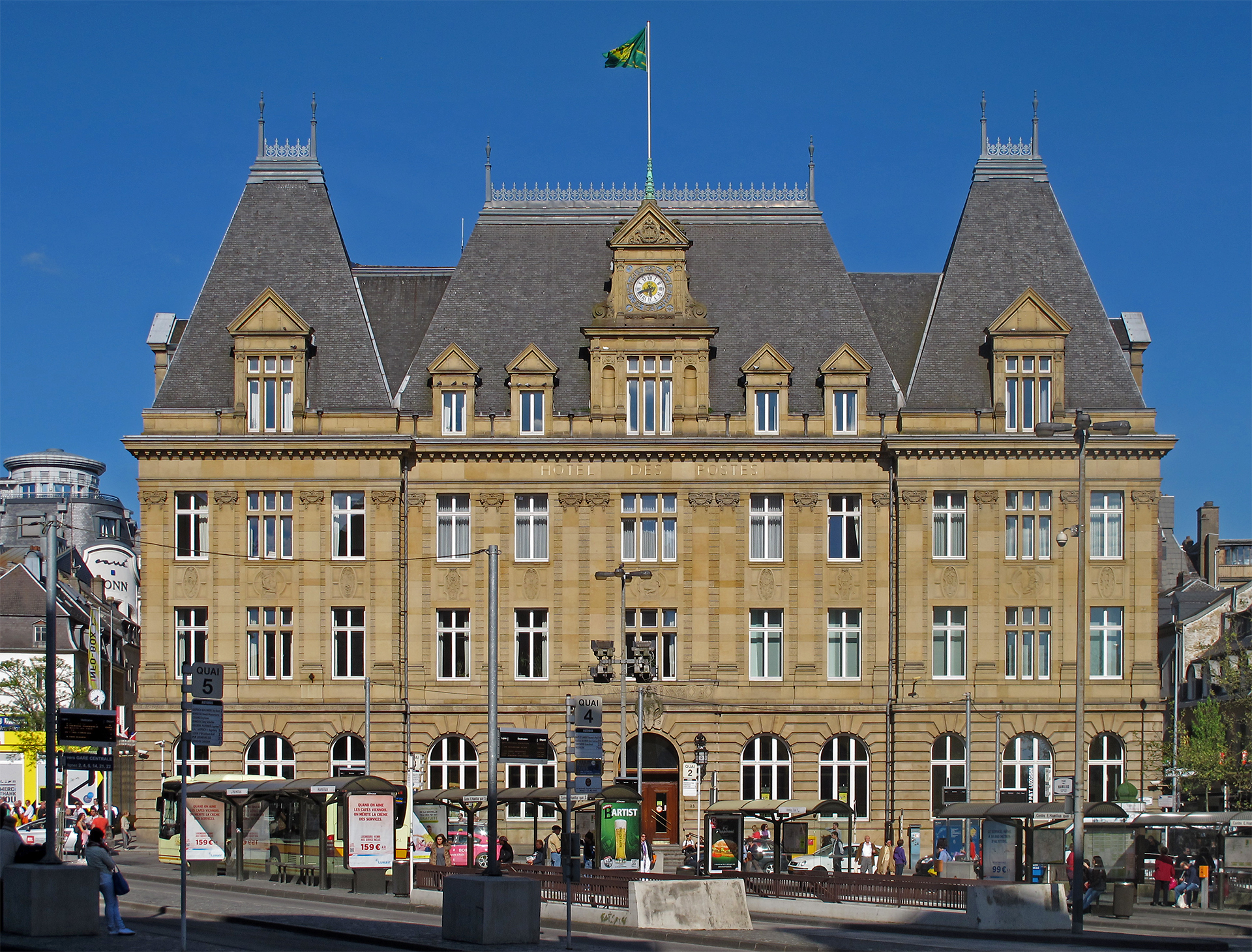
Hôtel des Postes (1908-1910), Luxemburg-Stad
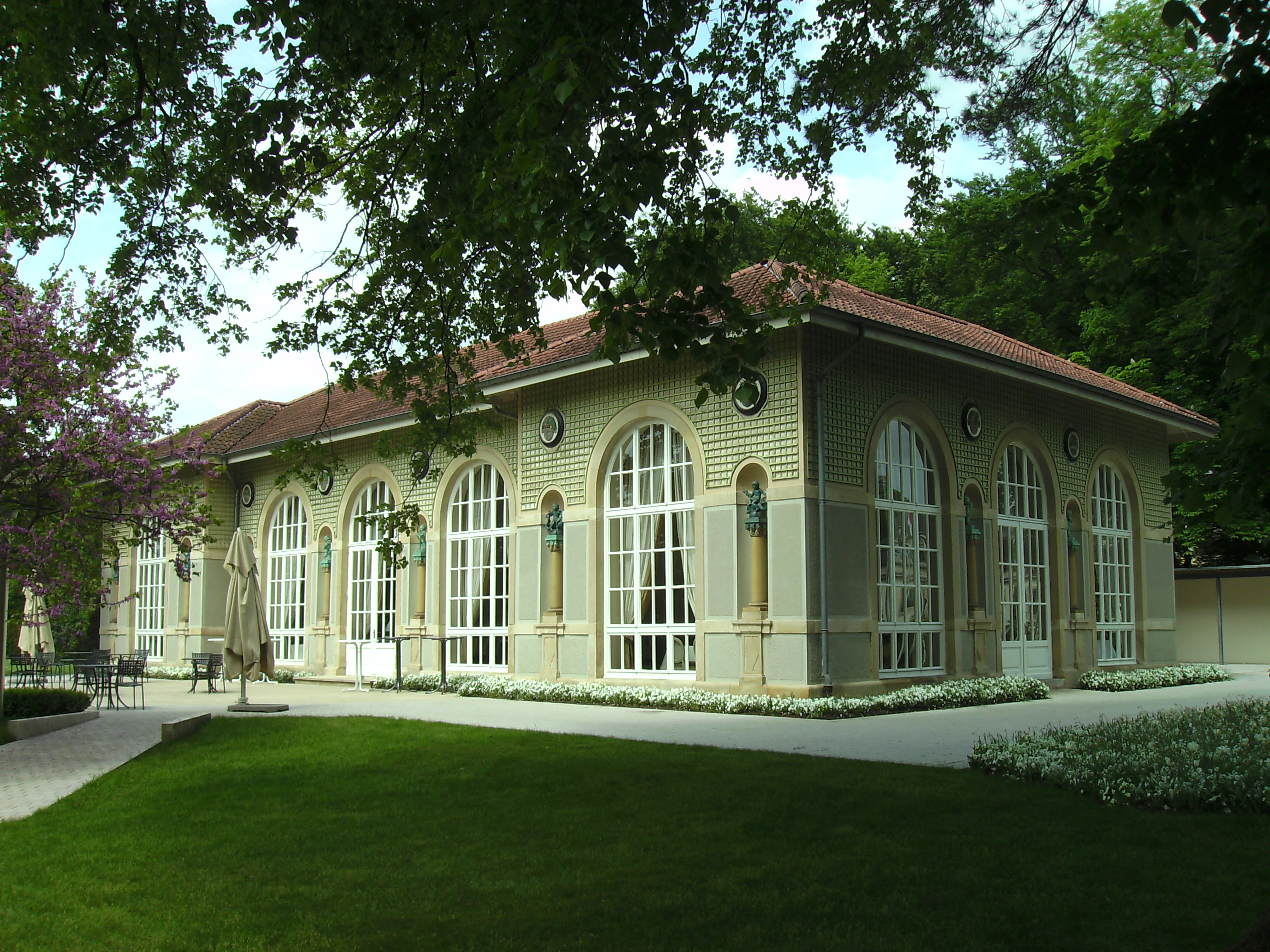
oranjerie (1910), Mondorf-les-Bains
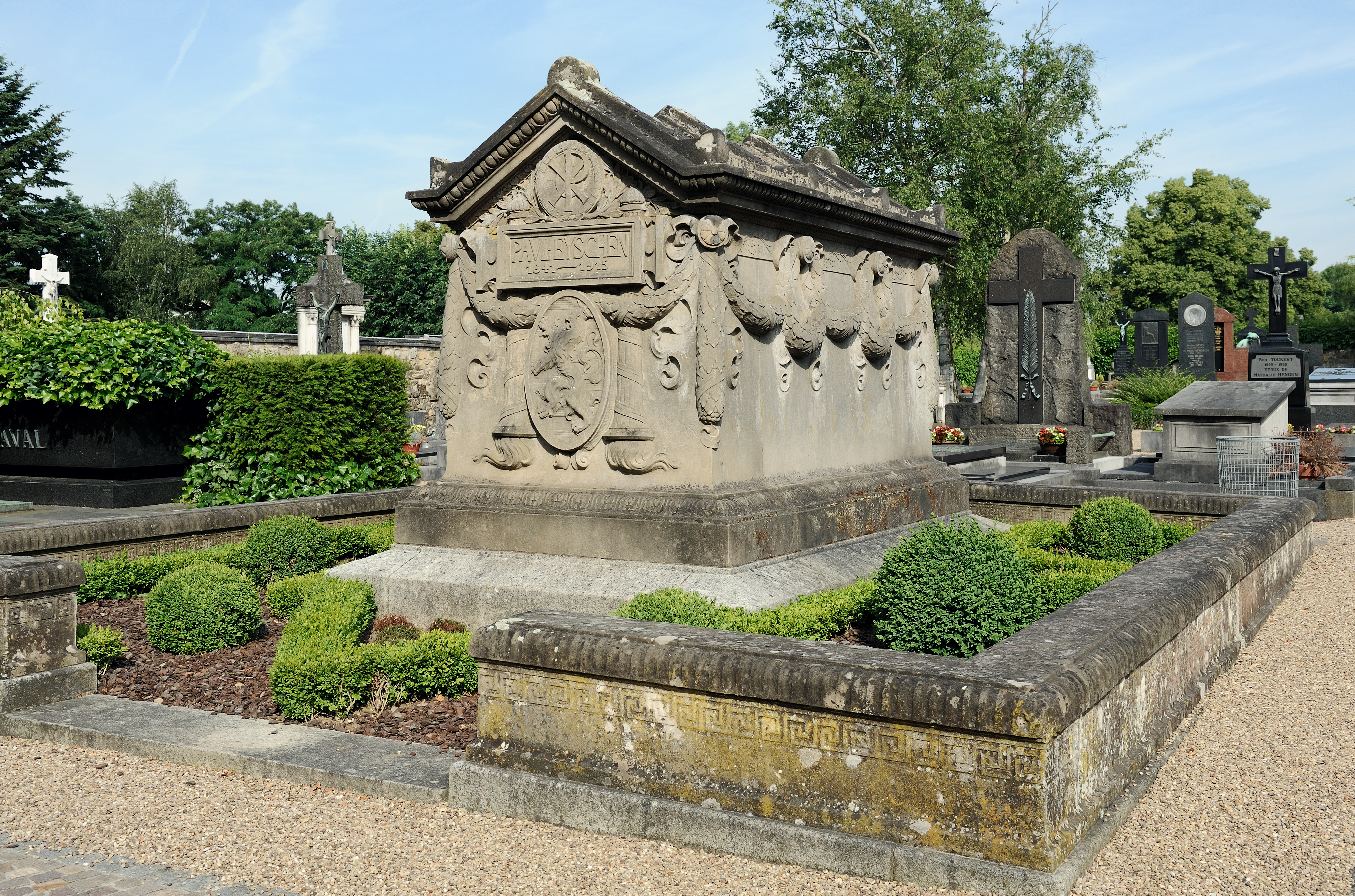
grafmonument Eyschen (1917)

Aquarellen

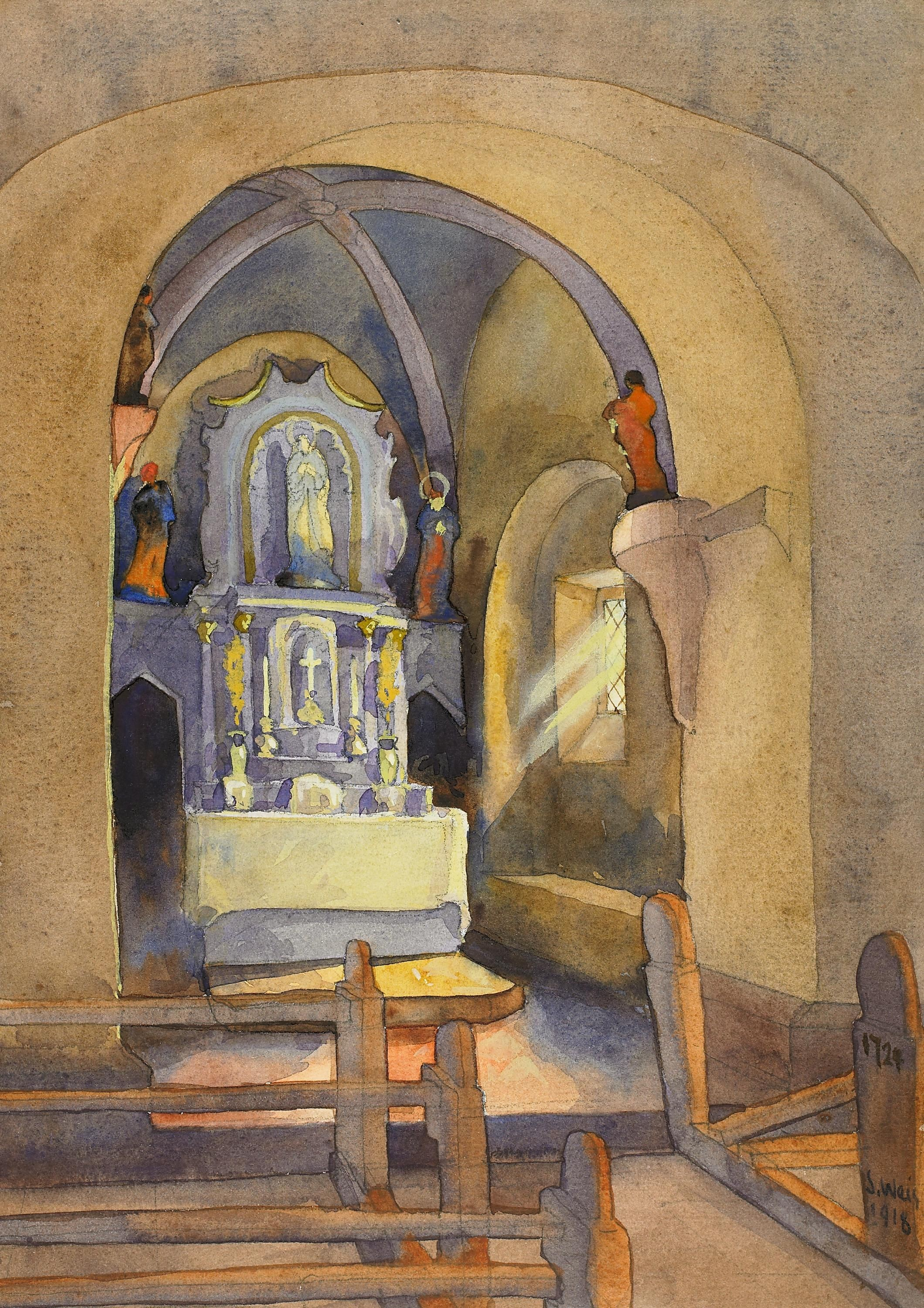
Interieur van de kapel in Hersberg, 1918
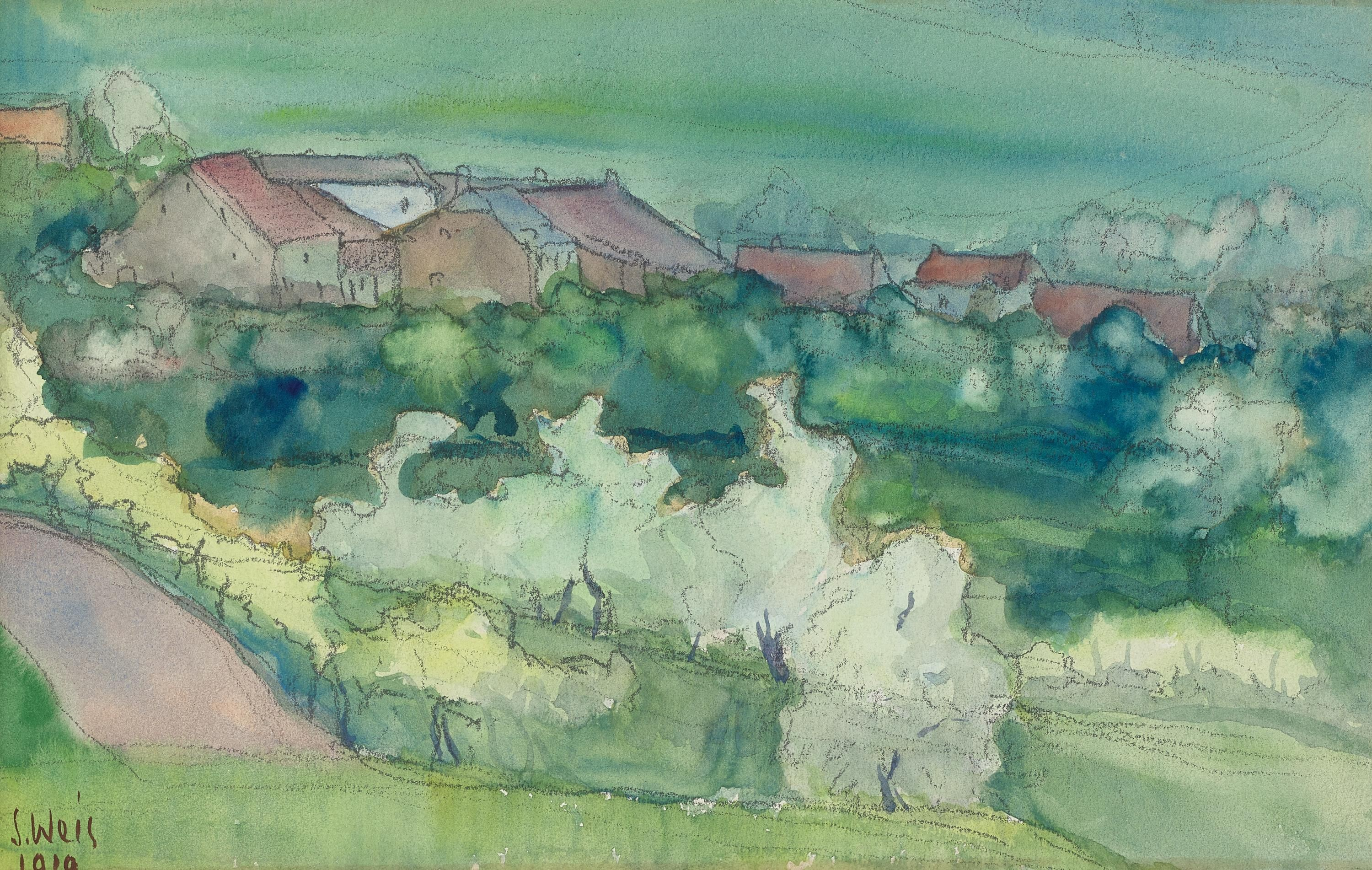
Dorp met bomen en bloemen, 1919
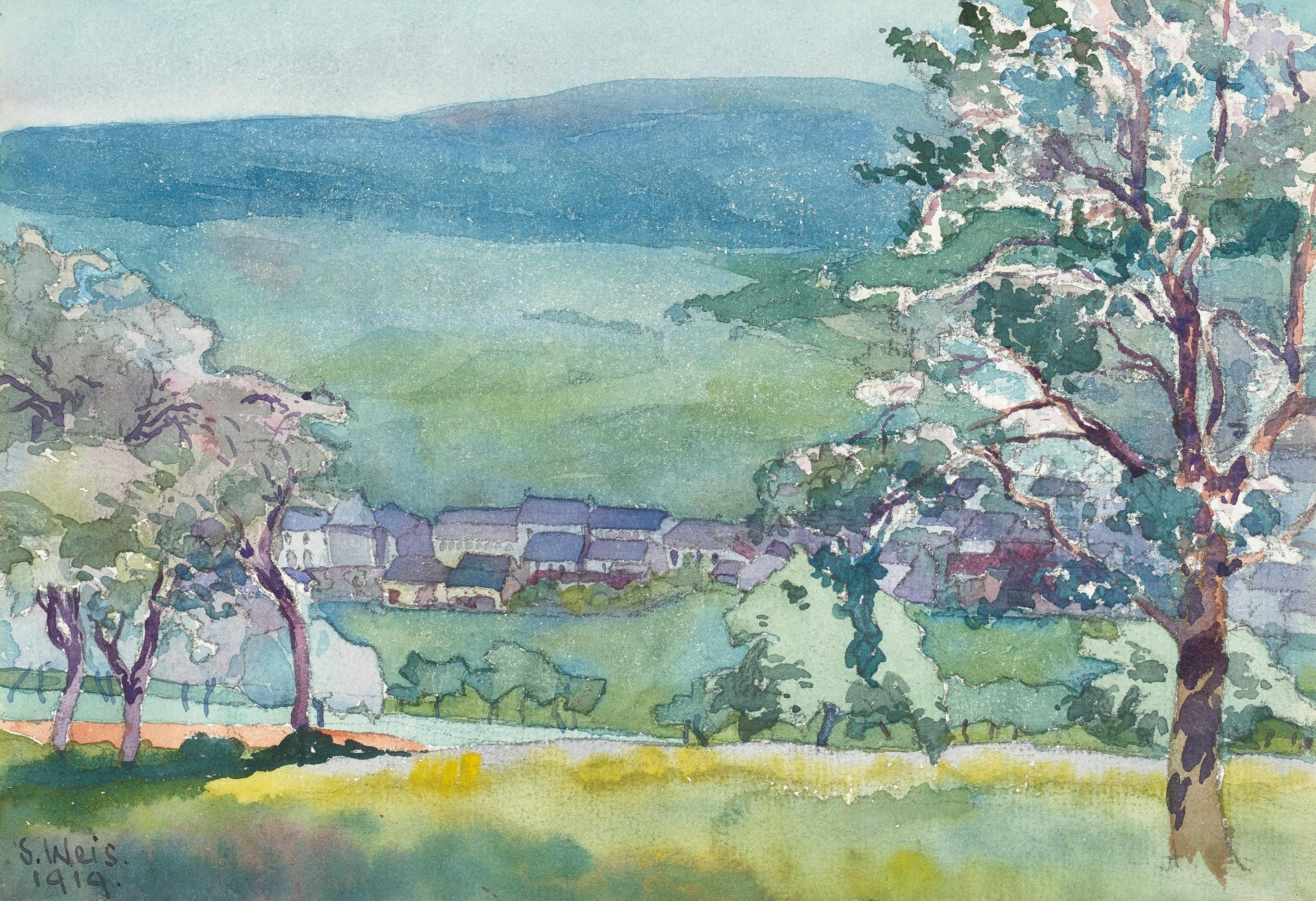
Mertzig, 1919
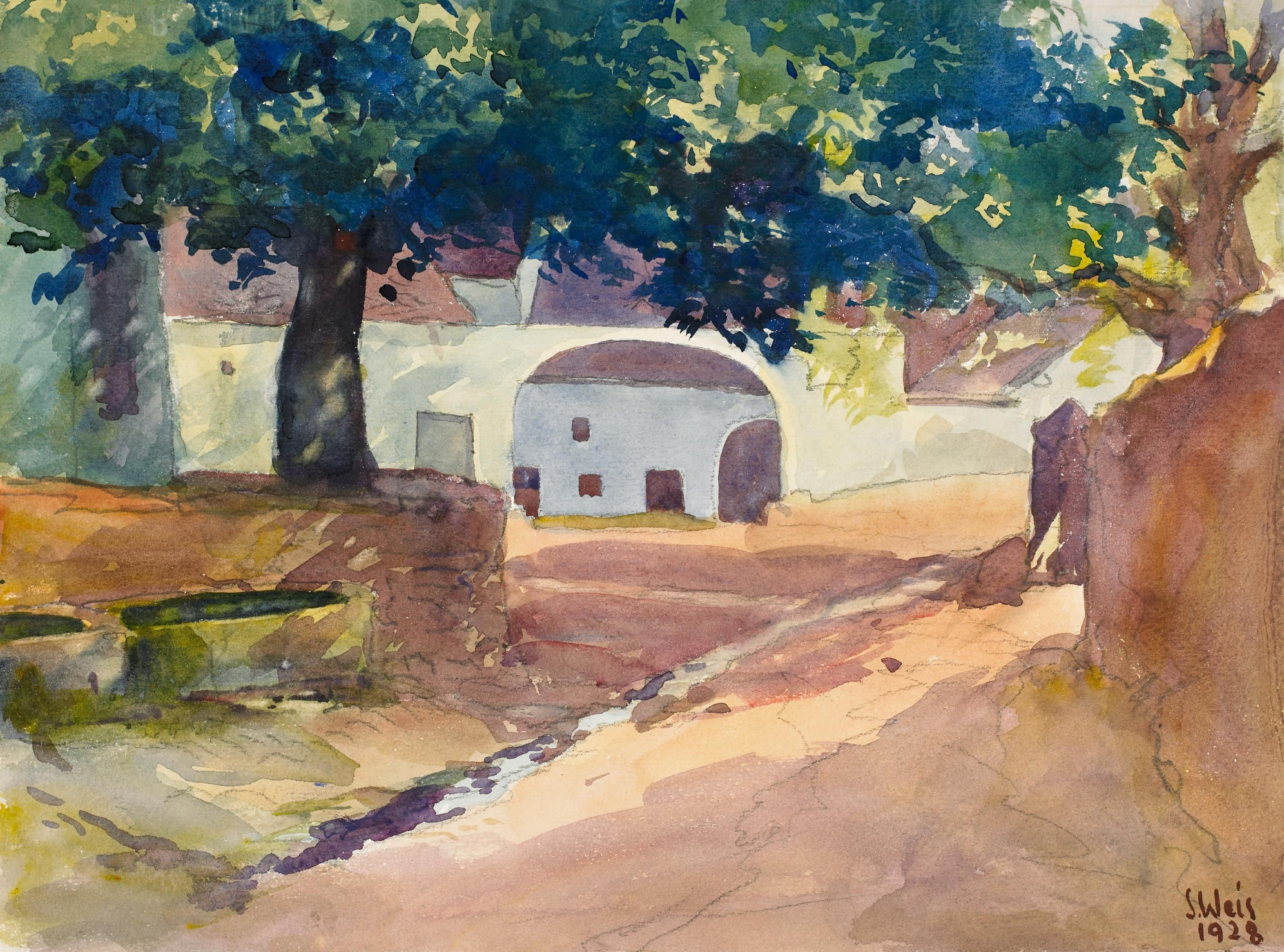
Boerderij in Michelau, 1928
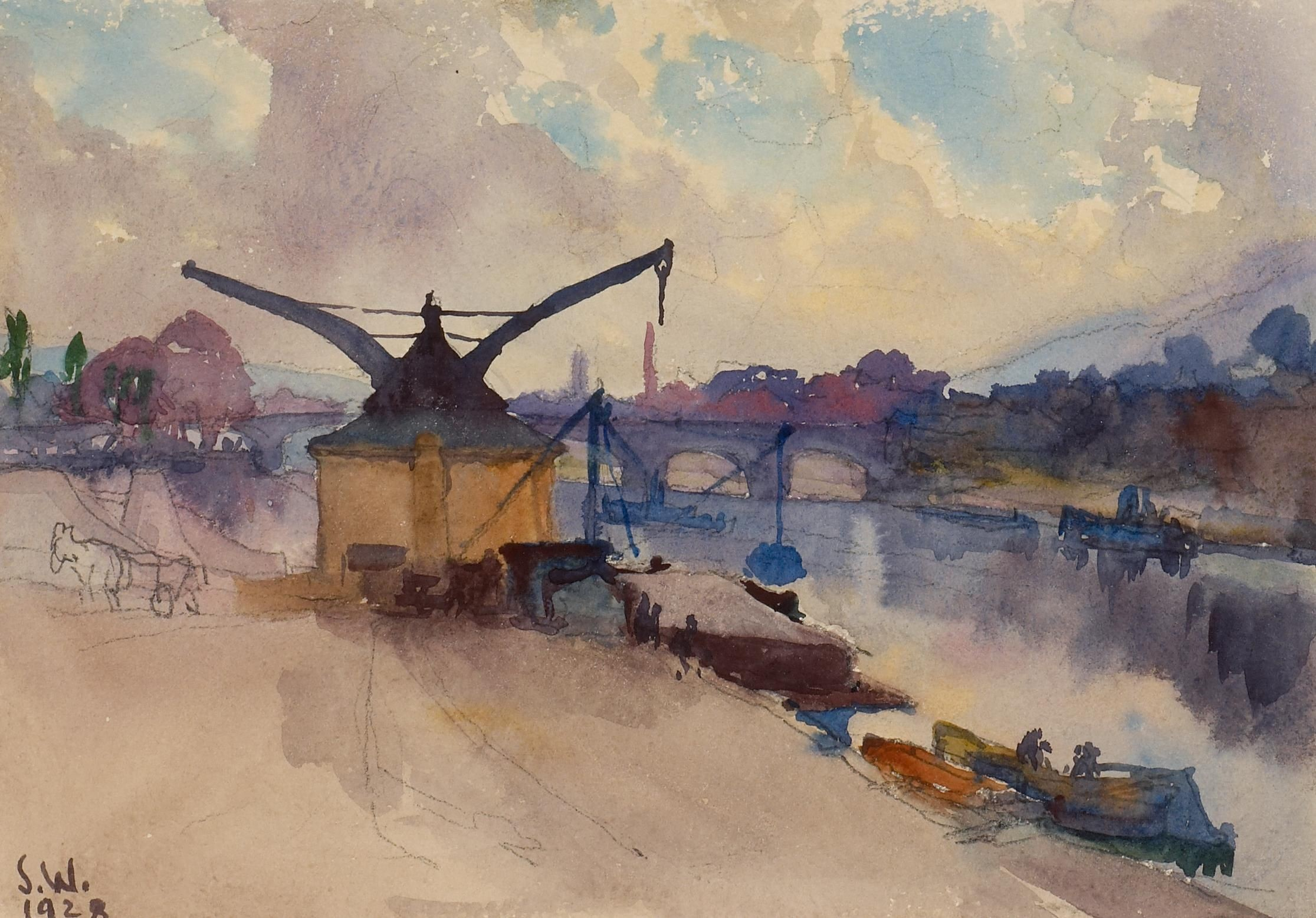
De Moezel bij Trier, 1928
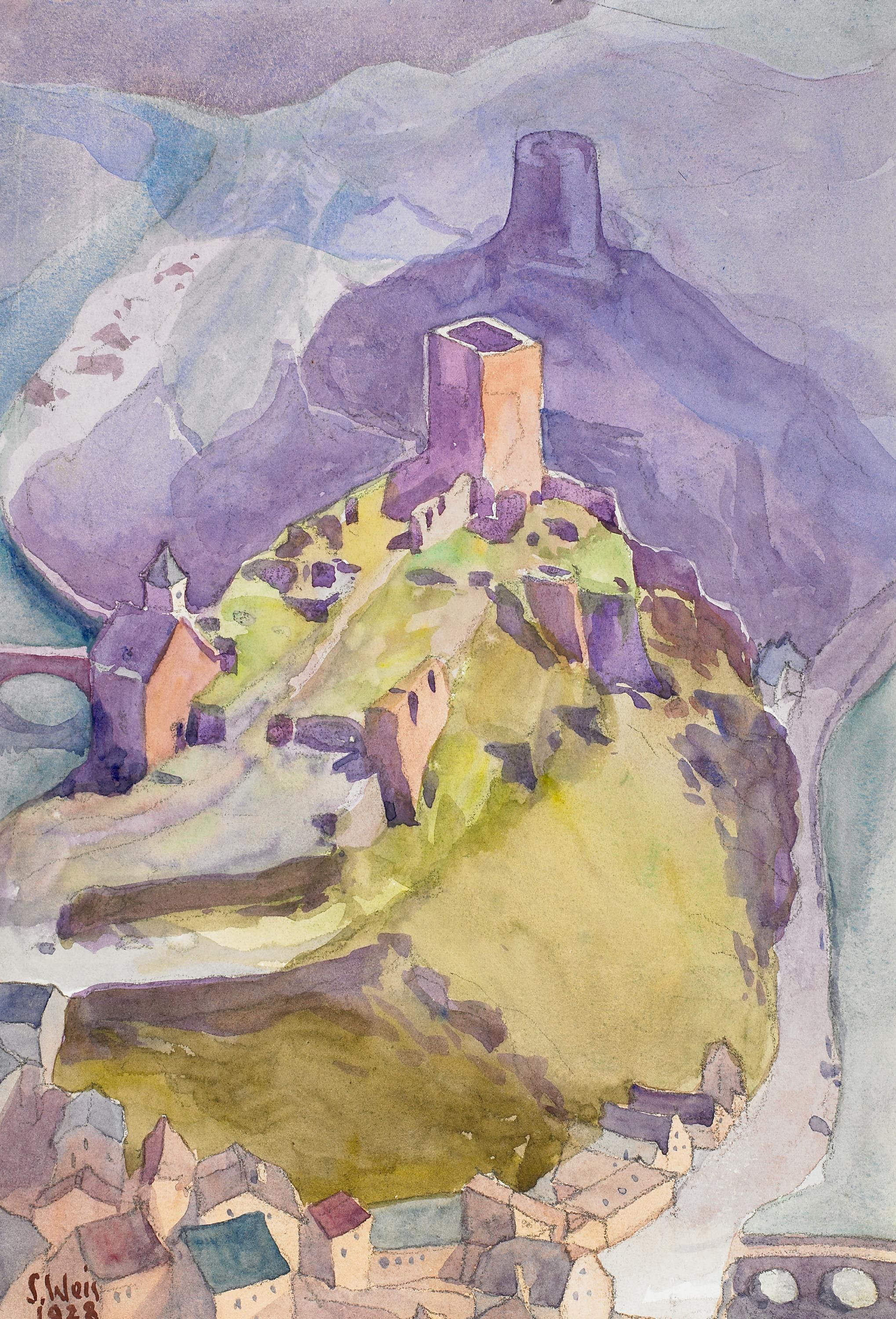
Kasteel Esch-sur-Sûre, 1928
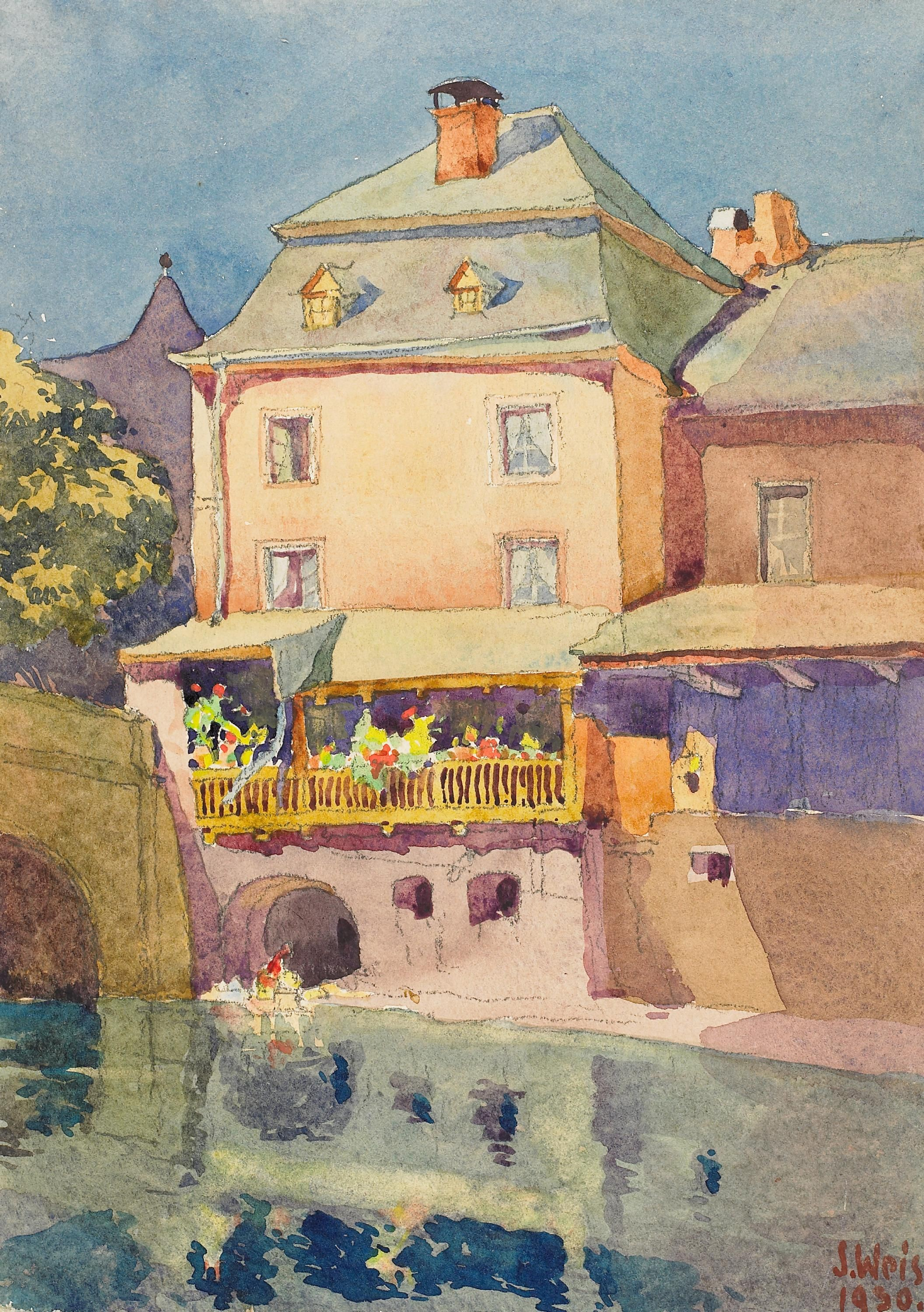
Victor Hugohuis, 1930
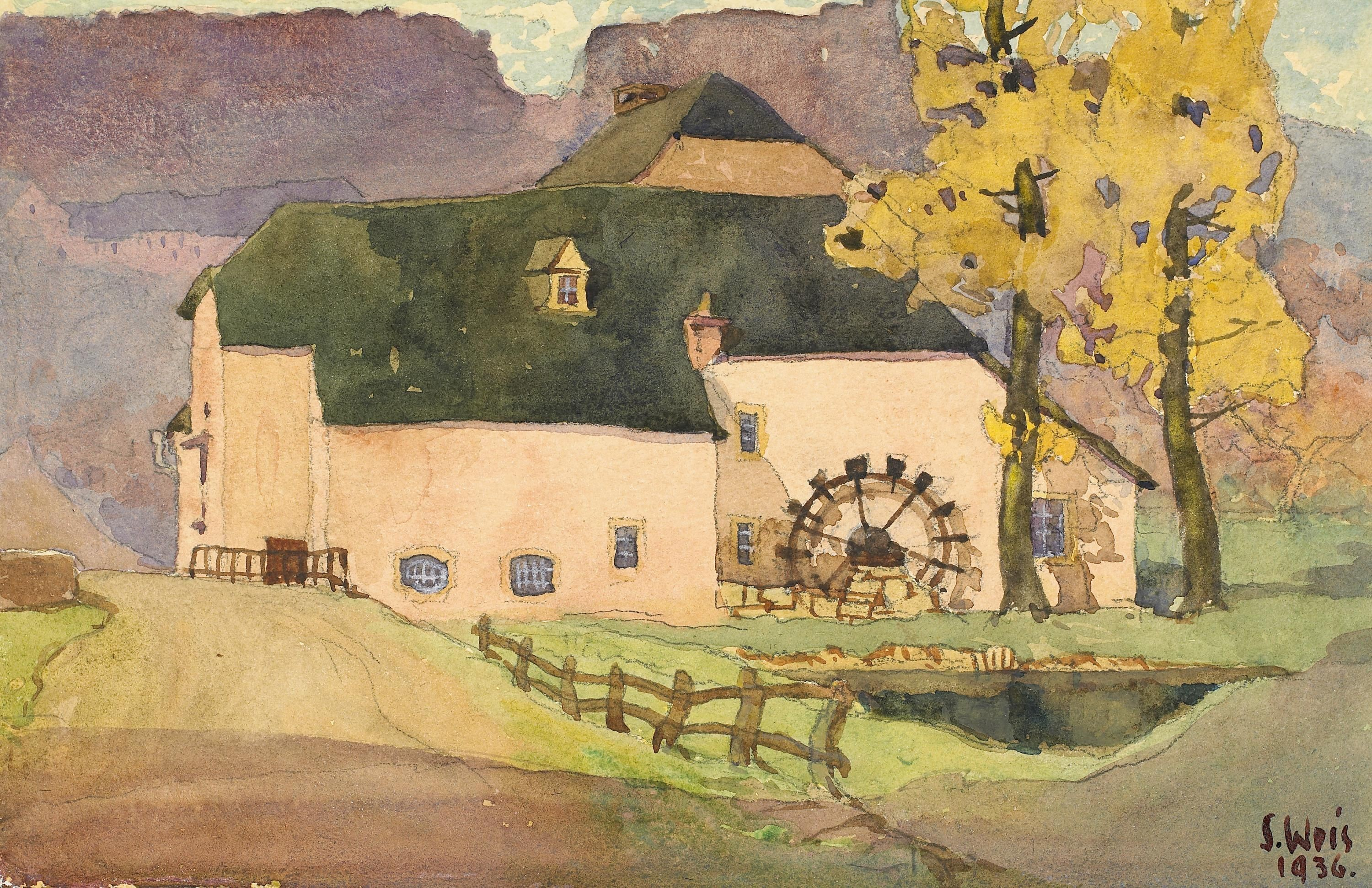
Watermolen in Septfontaines, 1936
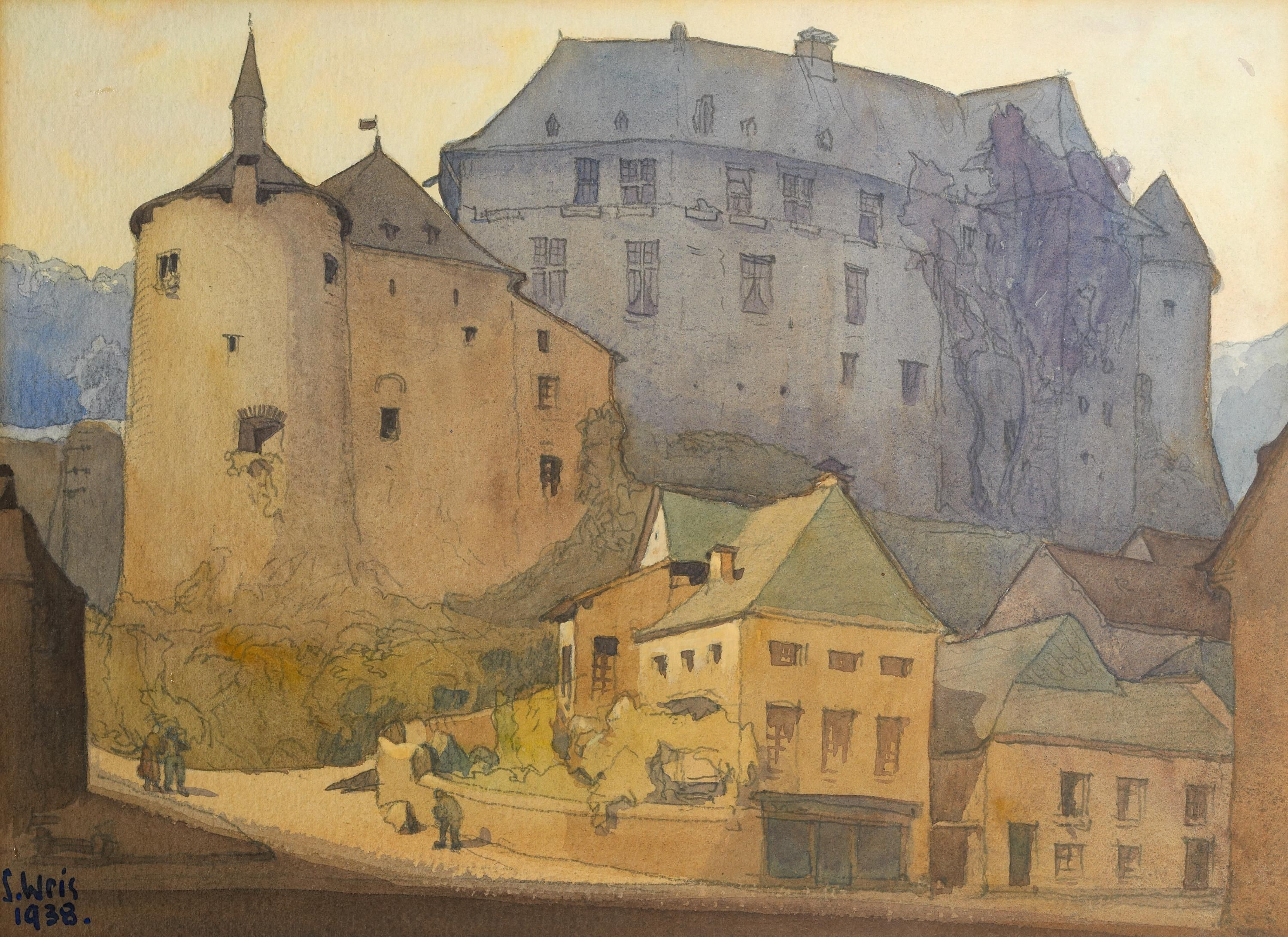
Kasteel Clervaux, 1938

- Gemeinsame Normdatei: 17428733X
- International Standard Name Identifier: 0000 0003 8529 9154
- Musée national d'archéologie, d'histoire et d'art: lkl000306
- Nationale bibliotheek van Australië: 49784627
- RKD-Nederlands Instituut voor Kunstgeschiedenis: 102076
- Trove: 1501995
- Virtual International Authority File: 202546277
- WorldCat: E39PBJjmMXWGC6HbvVBvyRcMfq